# Ilburnia cyrtandricola
Ilburnia cyrtandricola är en insektsart som först beskrevs av Frederick Arthur Godfrey Muir 1918.  Ilburnia cyrtandricola ingår i släktet Ilburnia och familjen sporrstritar. Inga underarter finns listade i Catalogue of Life.